# Велеща
Велеща (произнасяно в региона Велешча, на македонска литературна норма: Велешта; на албански: Veleshta) е село в Северна Македония, в община Струга.

## География
Селото е разположено на седем километра северно от Струга, в северозападния край на Стружкото поле, на самия ляв бряг на Черни Дрин, в подножието на планината Ябланица.

## История

### Етимология
Според академик Иван Дуриданов името е притежателно прилагателно със суфикс -jā (женски род според вьсь, „село“) от личното име *Велѧта = старополското лично име Wielęta.

### В Османската империя
В XIX век Велеща е албанско село в Стружка нахия на Охридска каза на Османската империя. В „Етнография на вилаетите Адрианопол, Монастир и Салоника“, издадена в Константинопол в 1878 година и отразяваща статистиката на населението от 1873 година, Велешча (Vélestcha) е посочено като село със 185 домакинства, като жителите му са 500 мюсюлмани.
В 1893 година Атанас Шопов посещава Велеща и пише:
| „ | Арнаутското село Велешча е едно [в района], но е прочуто; знае го и малко и голямо, защото жителите му не се занимават почти с нищо, а разполагат с големи богатства. Там храбрите арнаути са си построили замоци и живеят като средновековни феодали. Преди стотина години това село се е преселило откъм Дебърско. То се съставлява от едно арнаутско племе, което е било подгонено от другите племена, които му мъстили за убийства. Има 100 души население. | “ |

Според Васил Кънчов в 90-те години Велеща е голямо арнаутско село със 180 - 200 къщи, много кули и богати прочути къщи. Според статистиката му („Македония. Етнография и статистика“) в 1900 година Велеща има 1100 жители арнаути мохамедани.
На Етнографската карта на Битолския вилает на Картографския институт в София от 1901 година Велеща е чисто албанско село в Охридската каза на Битолския санджак със 140 къщи.
При избухването на Балканската война в 1912 година един човек от Велеща е доброволец в Македоно-одринското опълчение.

### В Сърбия, Югославия и Северна Македония
След Междусъюзническата война в 1913 година селото попада в Сърбия.
Според преброяването от 2002 година селото има 5834 жители.
| Националност     | Всичко |
| северномакедонци | 1      |
| албанци          | 5758   |
| турци            | 0      |
| роми             | 1      |
| власи            | 0      |
| сърби            | 0      |
| бошняци          | 0      |
| други            | 74     |

## Личности
Родени във Велеща
- Асие Жута (1962 – 2003), северномакедонска актриса
- Бекир Жута (1935 – 2010), северномакедонски политик
- Ваит Насуфи (р. 1945), северномакедонски писател
- Гарип Каба (р. 1964), северномакедонски политик, депутат от ДПА
- Джевдет Насуфи (р. 1948), северномакедонски политик
- Димитър Анастасов, македоно-одрински опълченец, Нестроева рота на 8 Костурска дружина[9]
- Скендер, революционер, взел участие в Илинденското въстание в 1903 г.[10]
- Тахир Хани (р. 1961), северномакедонски политик, депутат от ДСИ
- Фейзи Бойку (р. 1937), северномакедонски писател